# Ester (biblisk person)
Ester eller Hadassa är titelgivande huvudperson för Esters bok i Bibeln. Enligt berättelsen blir hon drottning av Persien, och det judiska folkets förkämpe under den persiska tiden, vilket blir ursprunget till den judiska högtiden purim. Esters och händelsernas historicitet är dock omdiskuterad.

## Berättelsen
Ester valdes ut att gifta sig med den persiska kungen Ahasverus, sedan han förskjutit sin förra hustru Vashti. Kungens vesir Haman förolämpas av att Esters morbror och förmyndare Mordecai vägrar ödmjuka sig inför honom. Haman intrigerar för att få Ahasverus att utfärda en order om att döda alla judar i Persien. Ester avslöjar hans plan för kungen, som avrättar Haman och ger judarna rätten att döda sina fiender. Boken berättar sedan hur Mordecai tecknar ned händelsen, och hur den blir ursprunget till firandet av purim.

## Placering i bibeln
I den hebreiska bibeln ingår Ester i de så kallade megillotrullarna, de fem skriftrullar som består av Ester, Rut, Höga Visan, Klagovisorna och Predikaren, och som läses vid fem judiska högtider. Ester läses då under purimfesten.
Boken förekommer i två versioner, där den judiska texten är den som används i protestantiska sammanhang. I denna version nämns varken Gud, den judiska lagen eller bön. Det enda judiska religiösa bruk som tas upp är fasta.
Den längre version som kallas Ester enligt den grekiska texten eller tillägg till Ester bygger på den grekiska översättningen Septuaginta. Den deuterokanoniska texten används främst i katolska och ortodoxa kyrkor. I denna längre text finns gudsnamnet nämnt; texten återger även Esters och Mordecais böner. 
Ester beskrivs som en av de sju kvinnliga judiska profeterna, vid sidan av Mirjam, Debora, Abigail, Sara, Hanna och Huldah.

## Historicitet
Esters bok utspelar sig under den epok av judisk historia som kallas den persiska tiden. Kung Ashaverus kan tolkas som Xerxes I eller Artaxerxes II, men stämmer då inte med tiden för purimhändelsen som traditionellt daterats till 480 f.Kr. De båda nämnda kungarna hade heller ingen känd drottning vid namn Vashti eller Ester.